# CF Atlético Ciudad
Ciudad de Lorquí, ook wel Atlético Ciudad genoemd, was een Spaanse voetbalclub uit de stad Lorquí in de regio Murcia. De club was opgericht in 2007 en was min of meer een voortzetting van Ciudad de Murcia wat ophield te bestaan in juni 2007 met de verkoop van de aandelen aan Granada 74 CF en van 2003 tot en met 2007 uitkwam in de Segunda División A.  De ploeg hield op te bestaan in 2010. Hetzelfde jaar nam CAP Ciudad de Murcia de draad weer op.

## Geschiedenis
Ciudad de Murcia wordt in 1999 opgericht door Enrique Pina López die zijn droom om een voetbalclub te beginnen op deze manier tot werkelijkheid ziet komen. De club moet beginnen in de Preferente en weet al na één seizoen met grote overmacht te promoveren naar de Tercera División. In het daaropvolgende seizoen leidt de club vanaf dag één en behaalt het wederom het kampioenschap. Het seizoen 2001/02 is derhalve het eerste seizoen voor de club in de Segunda División B. Wederom laat de club een goede indruk achter, maar het weet niet te promoveren: een 5e plaats is niet voldoende voor een plek in de play offs. Het daaropvolgende seizoen wordt de club 3e en speelt het tegen Barakaldo CF, Pontevedra CF en CD Castellón om een plek in de Segunda División A. In de beslissende wedstrijd wint een beter Ciudad de Murcia thuis met 3-1 van favoriet Castellón.
Vanaf het seizoen 2003/04 komt de ploeg derhalve uit in de Segunda División A. De eerste twee seizoenen vecht het tegen degradatie en eindigt achtereenvolgens op een 17e en 18e positie. Het seizoen 2005/06 is succesvoller: met een jonge ploeg wordt een 4e plaats behaald en wordt nét promotie misgelopen omdat Levante UD haar laatste wedstrijd wint en zo de 3e plek veilig stelt.
In het seizoen 2006/07 eindigt de club wederom bovenin.
In 2006/07 uit het bestuur van Ciudad de Murcia haar onvrede over de weinige steun die de club krijgt van de gemeente van Murcia, onder andere door het verleden waarin het van het ene sportcomplex naar het andere verhuisde. Het heeft eist dat de gemeente het stadion waar de club in speelt vernieuwt en dat het een nieuw sportcomplex krijgt. De gemeente wil echter enkel het huidige stadion aanpassen in zoverre om aan de veiligheidseisen te voldoen en wijst erop dat Ciudad de Murcia gebruik kan maken van de huidige aanwezige sportinstallaties.
De ambitieuze voorzitter Enrique Pina wil daarom de club laten verhuizen naar een stad die wel bereid is om te voldoen aan de eisen van Ciudad de Murcia om zo zijn sportieve project te laten uitkomen. Steden die zich bereid tonen om de vaste speelplaats te worden voor Ciudad zijn Oviedo, Granada, Cáceres, Orihuela, Mérida, Logroño en León. Een andere optie is dat de club haar plaats in de Segunda División A te koop aanbiedt voor een bedrag tussen de 23 en 26 miljoen euro. Onder andere FC Barcelona wordt in mei 2007 in de Spaanse pers genoemd als mogelijke koper om zo het tweede elftal op hoger niveau te kunnen laten spelen, maar de club wijst deze mogelijkheid kort na de publicaties in de pers af. Uiteindelijk wordt bekendgemaakt op 6 juni 2007 dat Enrique Pina de plaats van Ciudad de Murcia verkoopt aan Club Polideportivo Granada 74 dat hierdoor zal uitkomen in de Segunda División A vanaf 2007/08. In het begin leek het erop dat Ciudad de Murcia zou ophouden te bestaan, maar de overkoepelende vereniging van de peña's heeft een brief geschreven aan Enrique Pena om het B-team te laten behouden. Op deze manier zou Ciudad de Murcia kunnen voortbestaan onder de licentie van het tweede team uitkomend in de Tercera División. Dit ging echter niet door.
De fans van Ciudad de Murcia richten zich vervolgens tot Evedasto Lifante, een man die de succesvolle volleybalclub Grupo 2002 onder zijn hoede heeft, met het idee om Ciudad de Murcia op één of andere manier te laten doorstarten. Lifante ziet wel wat in het idee en richt zijn pijlen op de club EMD Lorquí. De bedoeling is om het tweede team van Ciudad de Murcia (wat officieel nog uitkomt in de Tercera División) te laten fuseren met EMD Lorquí en zo een nieuw team op te richten. Na verscheidene onderhandelingen ontstaat de nieuwe fusieclub CA Ciudad de Lorquí wat vanaf 0 begint en zal trachten op den duur uit te komen in de Primera División. De installaties waar de club van gebruikmaakt zijn dezelfde als die van toen Ciudad de Murcia nog uitkwam in de Tercera División.
In het eerste seizoen na de oprichting wordt de club gelijk met overmacht kampioen en weet het promotie naar de Segunda División B te bewerkstelligen. Het lijkt erop dat er een aantal pikante ontmoetingen gaan plaatsvinden tussen Ciudad, Granada 74 CF en Cádiz CF maar voor het begin van het seizoen 2008/09 besluit de Spaanse voetbalbond tot een herindeling van de competities waardoor Ciudad de Lorquí in een andere regio komt te spelen dan Granada 74 en Cádiz CF.
Het seizoen 2009/10, dat gespeeld werd in de Segunda División B - Grupo 4, zou alweer het laatste seizoen in het bestaan van de ploeg betekenen.

## Gewonnen prijzen
- Tercera División: 2007/08

## Bekende spelers
- David Eto'o
- Daniel Fragoso
- Daniel Güiza
- Piti Medina
- David Rodríguez

## Bekende trainers
- Juan Manuel Lillo